# Nollpunktsanalys

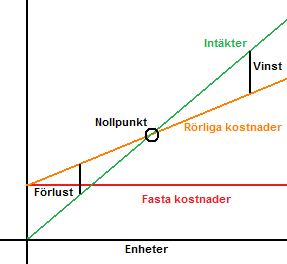
Resultatdiagram

Nollpunktsanalys, eller resultatanalys, är en kalkylmodell inom företagsekonomi som går ut på att hitta den sålda volym som ger ett nollresultat.
Break-even, kritisk punkt eller nollpunkt är olika namn på denna punkt. Kritisk volym, kritisk omsättning och nollpunktsomsättning är andra varianter som förekommer.

## Översikt
Nollpunkten är den försäljningsvolym där intäkterna minskade med de rörliga kostnaderna precis täcker alla fasta kostnader, d.v.s. resultatet är varken vinst eller förlust. Beräkningsmässigt erhålls den alltså med ekvationen
{\displaystyle {\mbox{TI}}-({\mbox{RK}}+{\mbox{FK}})=0}
där
- {\displaystyle {\mbox{TI}}} är totala intäkter
- {\displaystyle {\mbox{RK}}} är rörliga kostnader
- {\displaystyle {\mbox{FK}}} är fasta kostnader

Det går även att finna den kritiska volymen med ett resultatdiagram.